# Naantali
Naantali je přístavní město v jihozápadním Finsku. Nachází se 15 km západně od Turku na pobřeží Ostrovního moře a přilehlých ostrovech a žije v něm okolo dvaceti tisíc obyvatel.

## Historie
V roce 1443 sem byl z Perniö přesunut klášter brigitek nazvaný Vallis gratiae (Údolí milosti), jehož název se ve švédské podobě Nådendal ujal i pro sousední osadu a později byl pofinštěn na Naantali. Klášter byl zrušen v období reformace, poslední abatyše zemřela v roce 1591; město pak žilo z obchodu, výroby vlněných punčoch a v roce 1723 byly na ostrůvku Viluluoto založeny lázně. Moderní Naantali je významným centrem turistiky: nachází se zde tematický park Muumimaailma inspirovaný knihami Tove Janssonové, každoročně v červnu se koná velký hudební festival a v červenci recesistická Slavnost spících hlav. Nedaleko města se nachází zalesněné chráněné území Tamminiemi, centrum Naantali si zachovalo starobylou architekturu včetně klášterního kostela. Zámek Kultaranta je letní rezidencí finských prezidentů. Město má jeden z největších finských osobních i nákladních přístavů, sídlí zde ropná rafinerie firmy Neste a elektrárna náležející koncernu Fortum. Průměrné příjmy patří k nejvyšším ve Finsku. V roce 2009 se město rozrostlo připojením sousedních obcí Merimasku, Rymättylä a Velkua.

## Partnerská města
- Vadstena (Švédsko)
- Nordfyn (Dánsko)
- Svelvik (Norsko)
- Vesturbyggð (Island)
- Puck (Polsko)
- Kirovsk (Rusko)